# Sandbach
Sandbach est une ville du Cheshire, en Angleterre. Elle est située au croisement des routes A533 et A534, à environ cinq kilomètres au nord-est de la ville de Crewe. Administrativement, elle relève de l'autorité unitaire du Cheshire East. Au moment du recensement de 2011, elle comptait 17 976 habitants.
Deux croix anglo-saxonnes se dressent sur la place du marché : les croix de Sandbach.

## Étymologie
Le nom Sandbach dérive du vieil anglais sand « sable » et bæce « ruisseau ». Il est attesté dans le Domesday Book sous la forme Sanbec. Il peut être compris correctement dans la langue allemande, dont son mot pour ruisseau soit « Bach » ; mais la prononciation locale de la seconde partie est « Batch », normale en anglais.

## Personnalités liées à la ville
- John Marco Allegro (1923-1988),  archéologue célèbre pour avoir défendu des thèses controversées par les courants dominants sur les manuscrits de la mer Morte, la Bible et l'histoire de la religion, y est mort ;
- Ivor Armstrong Richards (1893-1979), critique littéraire et un rhétoricien, y est né ;
- Frank Roberts (1893-1961), joueur de football, y est né.